# Maciej Kysiak

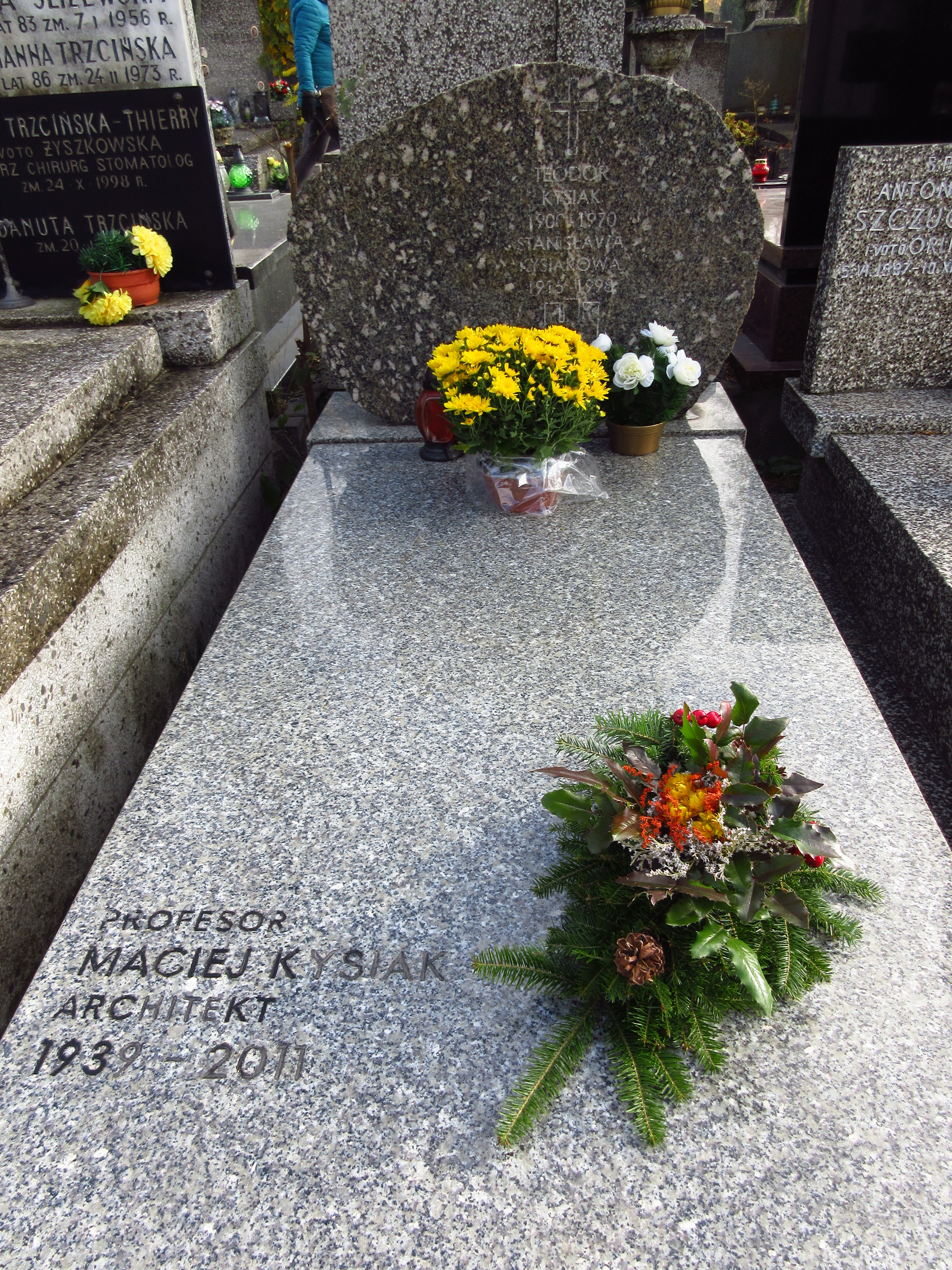
Grób profesora Macieja Kysiaka na Cmentarzu Bródnowskim.

Maciej Kysiak (ur. 12 października 1939 we Lwowie, zm. 4 lutego 2011 w Warszawie) – polski architekt, znawca i twórca architektury wystawienniczej i przemysłowej.

## Praca zawodowa
W 1965 ukończył studia na Wydziale Architektury Politechniki Warszawskiej, a następnie pozostał na uczelni jako pracownik naukowy, w 1975 obronił pracę doktorską. Od 1979 do 1984 zajmował stanowisko starszego projektanta w Przedsiębiorstwie Wystaw i Targów Zagranicznych POLEXPO, a następnie rozpoczął samodzielna działalność projektową. Wielokrotnie pełnił funkcję projektanta organizowanych w Polsce targów i imprez wystawienniczych m.in. od 1982 do 2002 w Międzynarodowych Targach Morskich BALTEXPO w Gdańsku, od 1991 do 1998 e Międzynarodowych Targach Komputer Expo, ponadto w imprezach handlowych Tele-Foto-Video, Medica-Controla-Pharmacja-Dentexpo, Officetec-Interbank-Komtel, CAD-CAM, Shop-Expo, Therm. Równocześnie był wykładowcą na Politechnice Warszawskiej, od 1996 do 2002 pełnił funkcję prodziekana, a w latach 2002-2008 dziekana Wydziału Architektury, a następnie był kierownikiem Pracowni Architektury Wystaw i Targów.
Maciej Kysiak pasjonował się fotografią artystyczną, wiele zdjęć wykorzystywał w swojej pracy zawodowej.

## Realizacje
- Zespół WDW Solina 1970;
- Biurowiec PEWA 1973;
- Biurowiec UNITRA 1973;
- Ośrodek Kultury w Karpaczu 1976;
- Teatr Rozrywki Wielki Młyn w Gdańsku 1985;
- Pomnik upamiętniający porwanie ks. Jerzego Popiełuszki, Górsk projekt 1986, realizacja 1999-2000 (współautorzy: Anna i Krystian Jarnuszkiewiczowie, Grzegorz Kowalski)[1].
- Realizacja dwudziestu projektów pawilonów wystawowych;
- Realizacja ponad czterdziestu projektów ekspozycji Polski podczas międzynarodowych wystaw i targów oraz ponad trzysta projektów ekspozycji i stoisk targowych /1977-2000/;

### Konkursy architektoniczne
- Międzynarodowy konkurs na Dzieło Upamiętniające Walkę o Wyzwolenie Ludów, Plac Luigi Eiuani, Mediolan 1971: I etap – nagroda równorzędna, II etap – II nagroda (I nie przyznano);
- Otwarty konkurs na Pomnik Pomordowanych w Grudniu 1970 r., Gdynia 1981 – I nagroda (w składzie zespołu architektów);
- Zamknięty konkurs na Pomnik Pomordowanych w Grudniu 1970 r., Gdynia 1991 – I nagroda (w składzie zespołu architektów);
- Konkurs SARP – Centrum Targowe Kielce, 1998 – I nagroda.

## Prace naukowe
- Opracowania z dziedziny architektury przemysłowej (1968-75);
- Architektura Pawilonów Wystawowych, Funkcja Forma Konstrukcja, Oficyna Wyd. PW, Warszawa 1998.

## Członkostwo
- Członek Komitetu Architektury Polskiej Akademii Nauk;
- Członek Stowarzyszenia Architektów Polskich od 1965 roku.

## Nagrody i odznaczenia
- Nagroda indywidualna Ministra Edukacji Narodowej;
- Złoty Krzyż Zasługi.